# Region częstochowski
Region częstochowski – jeden z 4 regionów w rzymskokatolickiej archidiecezji częstochowskiej.

## Dekanaty
W skład regionu wchodzi 14 dekanatów:
- Dekanat Blachownia
- Dekanat Częstochowa – NMP Jasnogórskiej
- Dekanat Częstochowa – Podwyższenia Krzyża Świętego
- Dekanat Częstochowa – św. Antoniego z Padwy
- Dekanat Częstochowa – św. Józefa
- Dekanat Częstochowa – św. Wojciecha
- Dekanat Częstochowa – św. Zygmunta
- Dekanat Kłobuck
- Dekanat Miedźno
- Dekanat Mstów
- Dekanat Mykanów
- Dekanat Olsztyn
- Dekanat Poraj
- Dekanat Truskolasy